# Río Puca Mayu (vattendrag i Potosí)
Río Puca Mayu är ett vattendrag i Bolivia.   Det ligger i departementet Potosí, i den sydvästra delen av landet, 230 km sydväst om huvudstaden Sucre.
Omgivningen kring Río Puca Mayu är ofruktbar med liten eller ingen växtlighet. Området är nästan obefolkat, med mindre än två invånare per kvadratkilometer.